# Михаил Теохаридис
Михаил Теохаридис (на гръцки: Μιχαήλ Θεοχαρίδης) е виден гръцки юрист, съдия, председател на Върховния съд.

## Биография
Теохаридис е роден в леринското село Горицко (на гръцки Аграпидиес), Гърция в 1947 година. Завършва право в Аристотелевия университет в Солун през 1971 г. Работи като магистрат в Шапчи в периода 1971 - 1974 г. Назначен е за председател на съда в ном Еврос (1974 - 1976). Работи като магистрат в Родопи (1976-1980), Кавала (1980-1988) и Солун (1988-1990 г.). След това работи като председател на Първоинстанционния съд в Бер (1990-1992) и Солун (1992-1993). Служи в апелативния съд в Солун (1993-2004) и като председател на апелативния съд в Ламия (2004-2005) и Лариса (2005-2006). През 2006 г. е повишен във върховен съдия и на 8 юли 2010 г. става заместник-председател на Върховния съд. На 1 август 2013 г. става председател на Върховния съд.